# Championnat de France de hockey subaquatique
Le Championnat de France de  hockey subaquatique, dénommé Championnat Élite, est une compétition annuelle, mettant aux prises les seize meilleurs clubs amateurs de hockey subaquatique en France. Créé en 1981, le championnat est organisé par la Commission nationale de hockey subaquatique sous l'autorité de la Fédération française d'études et de sports sous-marins à partir de 19[Quand ?].

## Historique
d'ailleurs il ya eu un championnat de France le 1 et 2 avril voici le classement des minimes
- champion de France )Renne
-vice champion de france )thonon,Moirans
-num3 du podium)hyère

## Palmarès
| Saison | Champion de France                       | Vice-Champion                            | Score |
| ------ | ---------------------------------------- | ---------------------------------------- | ----- |
| 1982   | Lille UC Hockey Subaquatique             |                                          |       |
| 1983   | Lille UC Hockey Subaquatique             |                                          |       |
| 1984   | Lille UC Hockey Subaquatique             |                                          |       |
| 1985   | Lille UC Hockey Subaquatique             |                                          |       |
| 1986   | Lille UC Hockey Subaquatique             |                                          |       |
| 1987   | Sub Galatée Le Chesnay                   |                                          |       |
| 1988   | Sub Galatée Le Chesnay                   |                                          |       |
| 1989   | Sub Galatée Le Chesnay                   |                                          |       |
| 1990   | Sub Galatée Le Chesnay                   |                                          |       |
| 1991   | CHSPC                                    |                                          |       |
| 1992   | CHSPC                                    |                                          |       |
| 1993   | Sub Galatée Le Chesnay                   |                                          |       |
| 1994   | Sub Galatée Le Chesnay                   |                                          |       |
| 1995   | Sub Galatée Le Chesnay                   |                                          |       |
| 1996   | Sub Galatée Le Chesnay                   |                                          |       |
| 1997   | CHSPC                                    |                                          |       |
| 1998   | CHSPC                                    |                                          |       |
| 1999   | CHSPC                                    |                                          |       |
| 2000   | CHSPC                                    |                                          |       |
| 2001   | ASPTT Paris                              |                                          |       |
| 2002   | Hockey Subaquatique de Fontenay Trésigny | CHSPC                                    |       |
| 2003   | CHSPC                                    | Hockey Subaquatique de Fontenay Trésigny |       |
| 2004   | Hockey Subaquatique de Fontenay Trésigny | CHSPC                                    |       |
| 2005   | CHSPC                                    | Hockey Subaquatique de Fontenay Trésigny |       |
| 2006   | Hockey Subaquatique de Fontenay Trésigny | CHSPC                                    |       |
| 2007   | Hockey Subaquatique de Fontenay Trésigny | CHSPC                                    |       |
| 2008   | CHSPC                                    | Hockey Subaquatique de Fontenay Trésigny |       |
| 2009   | CHSPC                                    | Hockey Subaquatique de Fontenay Trésigny |       |
| 2010   | CHSPC                                    | Hockey Subaquatique de Fontenay Trésigny |       |
| 2011   | Hockey Subaquatique de Fontenay Trésigny | CHSPC                                    |       |
| 2012   | Hockey Subaquatique de Fontenay Trésigny | CHSPC                                    |       |
| 2013   | Hockey Subaquatique de Fontenay Trésigny | CHSPC                                    |       |
| 2014   | CHSPC                                    | Hockey Subaquatique de Fontenay Trésigny | 2 - 1 |

## Clubs de l'édition 2014-2015
Le Championnat de France de hockey subaquatique réunit 16 clubs : 
| Club                                            | Ville           | Classement 2014 | Entraîneur | Depuis | Piscine                                    | Capacité | Création |
| ----------------------------------------------- | --------------- | --------------- | ---------- | ------ | ------------------------------------------ | -------- | -------- |
| Association sportive Diderot 12                 | Paris           | 15e             |            |        | Piscine de Reuilly                         | ?        |          |
| Cercle de Hockey Subaquatique de Pontoise Cergy | Cergy-Pontoise  | 1er             |            |        | Parc des sports                            | ?        | 1985     |
| Club d'Activité Subaquatique de Moirans         | Moirans         | 6e              |            |        | Piscine Municipale                         | ?        | 1985     |
| club de hockey subaquatique de Sedan            | Sedan           | 14e             |            |        | Centre aquatique du Pays Sedanais          | ?        |          |
| club de hockey subaquatique de Toulouse         | Toulouse        | 12e             |            |        | Piscine de Bellevue                        | ?        |          |
| club de hockey subaquatique du Puy-en-Velay     | Puy-en-Velay    | 13e             |            |        | Piscine la vague                           | ?        |          |
| Hockey Paris Subaquatique                       | Paris           | 16e             |            |        | Piscine Keller                             | ?        | 1983     |
| Hockey Subaquatique de Fontenay Trésigny        | Fontenay        | 2e              |            |        | Piscine Fontenay Tresigny                  | ?        | 1983     |
| Hockey Subaquatique Franconville                | Franconville    | 5e              |            |        | Piscine de Franconville                    | ?        | 1986     |
| Hockey Subaquatique Lagny                       | Lagny-sur-Marne | 7e              |            |        | Centre aquatique de Marne et Gondoire      | ?        | 1988     |
| Hockey Subaquatique Pessac                      | Pessac          | 11e             |            |        | Stade Nautique de Pessac                   | ?        | 2001     |
| Hyères Hockey Subaquatique                      | Hyères          | 4e              |            |        | Piscine municipale de Hyères               | ?        |          |
| Lille UC Hockey Subaquatique                    | Lille           | 9e              |            |        | Complexe Sportif Universitaire José Savoye | ?        |          |
| Rennes Sports Sous-Marins                       | Rennes          | 3e              |            |        | Piscine de Bréquigny                       | ?        |          |
| Saintes Subaqua                                 | Saintes         | 10e             |            |        | Piscine Aquarelle                          | ?        | 1978     |
| Sub Galatée Le Chesnay                          | Le Chesnay      | 8e              |            |        | Piscine du Chesnay                         | ?        | 1978     |